# Front Wyzwolenia Zwierząt
Front Wyzwolenia Zwierząt (FWZ) – ogólnopolska organizacja walcząca o prawa zwierząt początkowo stanowiący polski odpowiednik międzynarodowego Animal Liberation Front (ALF).
Front Wyzwolenia Zwierząt powstał w 1988 roku w Grudziądzu. Założył go Dariusz Paczkowski (obecnie działa w Fundacji KLAMRA), który był też głównym promotorem kształtu FWZ do 1996. FWZ w początkowym okresie miał być polskim odpowiednikiem ALF – stąd wynika nazwa i stylizowane na ALF logo FWZ, jednak FWZ całkowicie odżegnał się od stosowania przemocy i prowadzenia akcji bezpośrednich w rodzaju ALF. Aktywiści FWZ postawili na zaangażowanie bezpośrednie, ale w relacji człowiek-człowiek. Akcje takie wskazują, że w radykalnej obronie praw zwierząt przykładanie nacisku na akcje jawne – protestacyjne i edukacyjne skierowane do ludzi, przynosi również bezpośrednio wymierne korzyści dla zwierząt i ich sprawy.
Pierwsze grupy spoza Grudziądza dołączyły do FWZ już w 1989. FWZ powiększał się o kolejne grupy, by ostatecznie działać już w ponad 20 miejscowościach w całej Polsce. FWZ poprzez swoje działania manifestacyjne i edukacyjne, systematycznie zyskiwał coraz większe uznanie społeczne i znaczenie na polu działalności pozarządowej w Polsce. W 1996 w trakcie zjazdu w Funce (pow. chojnicki) nastąpiło przesilenie aktywności w FWZ i wewnętrzne spory organizacyjne, które, chociaż część grup działała nadal, spowodowały praktyczny rozpad sieci. Po przerwie w jej działaniu sieć została reaktywowana w 2000 roku. Współczesny polski FWZ zrzesza osoby, grupy i stowarzyszenia, które decydują się prowadzić działania w obronie zwierząt w sposób nieformalny i pokojowy.